# Ishania querci
Ishania querci là một loài nhện trong họ Zodariidae.
Loài này thuộc chi Ishania. Ishania querci được Rudy Jocqué & Léon Baert miêu tả năm 2002.